# Wir Wunderkinder
Wir Wunderkinder ist eine deutsche Literaturverfilmung von 1958 von Kurt Hoffmann. Der Film basiert auf dem 1957 veröffentlichten satirischen Roman mit demselben Titel von Hugo Hartung und wurde von Filmaufbau (Göttingen) produziert. Die Hauptrollen sind mit Johanna von Koczian, Hansjörg Felmy, Wera Frydtberg und Robert Graf besetzt.

## Handlung
Der Zuschauer verfolgt den Lebensweg des jungen Hans Boeckel über gut 40 Jahre (1913 bis 1957): von der – vermeintlichen – Begegnung seines Klassenkameraden Bruno Tiches mit Kaiser Wilhelm II. bis zur bundesrepublikanischen Wirtschaftswunderzeit.
Boeckel wird nach harter, ehrlicher Arbeit Journalist, verliert aber während der Zeit des Nationalsozialismus – den er anfangs für ein vorübergehendes Phänomen hält –, wie nicht anders zu erwarten, seine Stellung. Seine erste große Liebe Vera von Lieven emigriert gemeinsam mit ihrem politisch verfolgten Vater, ebenso wie sein jüdischer Schulfreund Siegfried Stein. Boeckel lernt die Dänin Kirsten kennen; sie holt ihn nach Dänemark, wo beide heiraten. Anschließend bricht der Zweite Weltkrieg aus, und Boeckel muss an die Front. Kirsten hilft ihm mit ihrer Familie über die schwere Zeit nach dem Krieg, bis er schließlich in den 1950er Jahren dank der Hilfe des aus den USA zurückgekehrten Siegfried wieder erfolgreich für eine Zeitung arbeiten kann.
Kontrastiert wird seine Geschichte mit der seines sinistren Schulfreundes Bruno Tiches, der sich mit skrupellosem Opportunismus noch vor der Machtergreifung der NSDAP anschließt und ein mächtiger NS-Funktionär wird. Nach dem Zweiten Weltkrieg erfindet er sich neu, zunächst als Schwarzhändler, und bringt es schließlich bis zum Generaldirektor eines bedeutenden Unternehmens. 1955 zählt er wieder zu den Honoratioren und gilt gar als einer der Erfinder des bundesdeutschen Wirtschaftswunders. Dabei ist ihm durchaus bewusst, wer er ist, er ist stolz auf seine Anpassungsfähigkeit und hat nicht vor, sich zu ändern. Das sagt er auch Boeckel ins Gesicht, als dieser, Zeuge der Ereignisse, ihn eines Tages wiedertrifft, ihm seinen Opportunismus vorwirft und ihm zudem seine Verachtung zeigt. 
Als Boeckel später einen wütenden Artikel verfasst, in dem er Tiches' NS-Vergangenheit aufdeckt, erscheint sein ehemaliger Schulfreund, der selbst von seiner Familie am Ende verachtet wird, empört bei Boeckels Chefredakteur und verlangt einen Widerruf. Boeckel denkt jedoch gar nicht daran, die Wahrheit zu widerrufen, und weist darauf hin, wie viel Schaden Menschen wie Tiches angerichtet haben und dass sie in die Schranken gewiesen werden müssen zum Wohl des Landes. Der Redakteur sieht dies genauso und stellt sich hinter Boeckel. Wutentbrannt und Drohungen ausstoßend, verlässt Tiches daraufhin die Redaktion, reißt die Tür zum Fahrstuhl auf – ohne das Warnschild zu bemerken – und mit ihm geht es „abwärts, diesmal aber endgültig“. 
Auf seiner Beerdigung sind viele Honoratioren mit schwarzen Zylindern und versteinerten Mienen anwesend. Dabei ist zu bemerken, dass auch jetzt verschleiert wird, wer er in Wirklichkeit war. Die Trauerrede des Ministerialrates endet mit den Worten: „In seinem Sinne wollen wir weiterleben.“

## Produktion

### Dreharbeiten
Die Dreharbeiten begannen am 13. Mai 1958. Die Innenaufnahmen entstanden im Bavaria-Atelier München-Geiselgasteig, die Außenaufnahmen in München, Verona, auf Sizilien und in Dänemark. Szenen mit Helmut Brasch fanden im fertigen Film keine Verwendung.

### Soundtrack
- Zusammenbruch-Song, Musik: Franz Grothe, Text: Günter Neumann, Vortrag: Wolfgang Neuss und Wolfgang Müller
- Adolf-Tango, Musik und Text: wie zuvor, Vortrag: Michael Burk, Fritz Korn und Rainer Penkert
- Marsch-Chanson, Musik und Text: wie zuvor, Vortrag: Wolfgang Neuss und Wolfgang Müller
- Sammelbüchsen-Song, Musik, Text und Vortrag: wie zuvor
- Chanson vom Wirtschaftswunder, Musik, Text und Vortrag: wie zuvor

### Veröffentlichung
Die Uraufführung des Films erfolgte am 28. Oktober 1958 in den Sendlinger Tor-Lichtspielen in München. In Ungarn erschien der Film am 30. April 1959, in der damaligen DDR am 3. Mai 1959 und in der seinerzeitigen Sowjetunion wurde er erstmals im August 1959 beim Moscow International Film Festival vorgestellt. In den Vereinigten Staaten wurde der Film am 15. Oktober 1959 unter dem internationalen Titel Aren’t We Wonderful! veröffentlicht, in Schweden erfolgte eine Veröffentlichung am 21. Dezember 1959. Im Jahr 1960 war der Film erstmals in Finnland und Dänemark zu sehen. Veröffentlicht wurde er zudem in Argentinien, Brasilien, Frankreich, Italien, Norwegen, Polen, Spanien und im Vereinigten Königreich. 

## Rezeption

### Bewertung
Wir Wunderkinder ist – neben Rosen für den Staatsanwalt von Wolfgang Staudte und Bernhard Wickis Die Brücke (beide 1959) – einer der wenigen westdeutschen Filme der 1950er Jahre, die sich kritisch mit dem Dritten Reich beschäftigen. Der Film geht von einer Machtlosigkeit der Anständigen aus, die dem Aufstieg der unmoralischen und dummen Nazis nichts entgegenzusetzen gehabt hätten. Dass selbst in der Nachkriegszeit „höhere Gewalt“ herhalten muss, um den Bösewicht Bruno Tiches in die Schranken zu weisen, ist sowohl als Kritik an der zeitgenössischen Gesellschaft als auch als Resignation vor den unweigerlich stärkeren Opportunisten zu verstehen.
Bemerkenswert ist die kabarettistische Rahmenhandlung der beiden Erzähler Wolfgang Neuss und Wolfgang Müller: Unter Verwendung alter Kinotechniken präsentieren sie, auf einer Bühne vor der Film-im-Film-Leinwand sitzend, kapitelweise die einzelnen Szenen aus Boeckels Geschichte: Neuss erläutert die Bilder, Müller untermalt sie am Piano musikalisch.
In der Illustrierten Film-Bühne/Vereinigt mit dem Illustrierten Film-Kurier Nr. 4456 wurden Boeckel und Tiches auf Seite 4 folgendermaßen klassifiziert: 
- Hans Boeckel wird als Mensch von „anständiger Gesinnung und heiterem Gemüt“ bezeichnet. Bruno Tiches hingegen, habe „die Gesinnung, die gerade gefragt sei, und ein Gemüt nur dann, wenn es ihm nütze“.
- Als Schuljunge habe Hans seine Aufgaben brav erledigt, aber auch Dummheiten begangen, für die er natürlich bestraft worden sei. Bruno hingegen habe seine Aufgabe darin gesehen, Dummheiten zu machen, für die er dann obendrein noch belohnt worden sei.
- Zur Zeit der Inflation habe Hans Zeitungen verkauft, „um recht und schlecht studieren zu können“. Ob diese zur „Rechten oder zur Linken“ gehört hätten, habe er nicht gewusst. Bruno hingegen habe während der Inflation Aktien und Devisen verkauft, „um gut und teuer leben zu können“. Verdient habe er reichlich, weil „seine Rechte nicht gewusst habe, was seine Linke gerade getan hätte“.
- Wenn Hans sich verliebte, hatte er es nicht leicht, da er sich nur in solche Mädchen verliebte, die es ernst meinten. Wenn Bruno hingegen sich verliebte, meinte er es nicht ernst. Denn seine Wahl fiel nur auf leichte Mädchen.
- Hans war Zivilist. Sein Lieblingslied: Freude, schöner Götterfunken. Bruno schmückte sich mit einer prächtigen Uniform. Sein Lieblingslied war: O du schöner Westerwald.
- Hans verlor seine Stellung, „weil er nicht strammstehen konnte“ und wollte. Bruno „stand lange stramm, solange bis alle Stellungen verloren waren“.
- Nach dem Krieg konnte es Hans dank des deutschen Wirtschaftswunders wieder zu etwas bringen. Aber auch der Nazi Bruno konnte das, das ist ein „deutsches Wunder“.
- Hans könnte man als „typischen Deutschen“ bezeichnen, aber auf Bruno trifft das ebenso zu.

Die Filmbewertungsstelle, die dem Film das Prädikat „wertvoll“ verlieh, begründete ihre Entscheidung folgendermaßen: „Wenn der Film trotz der hier aufgezeigten stilistischen und formalen Mängel das Prädikat Wertvoll erhält, so deshalb, weil er in formaler Hinsicht eine geschlossene Leistung darstellt, wie sie historisierende Filme dieser Art selten erreichen. Der Film besitzt Witz und manche Treffsicherheit bei der Glossiereung zeitgeschichtlicher Erscheinungen, und er bringt diesen Witz auch in der Fotografie zum Ausdruck. Die Fäden der Handlung sind präzise geknüpft, und die Regie stellt ein gediegenes Ensemblespiel auf die Beine, das eine Fülle beachtlicher schauspielerischer Einzelleistungen enthält. Hier verdienen vor allem die Leistungen von Robert Graf, Johanna von Koczian, Elisabeth Flickenschildt und Hansjörg Felmy hervorgehoben zu werden. Die Besetzung ist bis in die Nebenrollen hinein durchdacht und gut getroffen. Auch vom Schnitt her beweist der Film seinen kabarettistischen Pfiff und seine gediegene dramaturgische Durchformung.“

### Kritik
„Ein einfallsreicher ironischer Film mit gewichtigen Absichten und teilweise vorzüglichen Ansätzen zur Satire, im ganzen aber doch mehr der Belustigung des Publikums als seiner Zeit- und Selbsterkenntnis dienend. Immerhin sehenswert“, hieß es in 6000  Filme. Kritische Notizen aus den Kinojahren 1945 bis 1958.
Adolf Heinzlmeier und Berndt Schulz führten im Lexikon „Filme im Fernsehen“ (erweiterte Neuausgabe) aus: „Unsentimentale, teils kabarettistische Studie der Vor- und Nachkriegszeit Deutschlands; nuanciertes Zeitbild und grandiose Parade von Alt- und Neustars des deutschen Kinos. […] Eine Stellungnahme zum ‚Wirtschaftswunder‘ voller Ernst und Ironie.“ (Wertung: 3½ Sterne – außergewöhnlich)
Der Filmdienst lobte: „Ausgezeichnet gespielt, einfallsreich und treffsicher inszeniert, auch wenn es dem moritatenhaften Erzählton mitunter an Tiefe mangelt. – Sehenswert ab 14.“
Die Kritik auf der Seite Kino.de fiel positiv aus. Dort ist zu lesen: „Auf Festivals in Ost und West mit Preisen überhäuftes Filmprodukt der Adenauer-Ära. Wenngleich es dem Film mitunter am dem Thema angemessenen Tiefgang mangelt, zeichnet sich Kurt Hoffmanns Auseinandersetzung mit vier Jahrzehnten deutscher Geschichte durch einen unterhaltsamen Stil, großen Einfallsreichtum und eigentümlichen Charme aus. Von vielen Kritikern als zu oberflächlich eingestuft, wurde „Wir Wunderkinder“ dennoch ein Publikumserfolg, was wohl auch der vordergründig-optimistischen Grundhaltung, die der Film vermittelt, zuzuschreiben ist.“
Der Autor Dieter Wunderlich fasste seine Kritik auf seiner Seite folgendermaßen zusammen: „In seiner unterhaltsamen, hochkarätig besetzten und formal überzeugenden Verfilmung des Romans ‚Wir Wunderkinder‘ von Hugo Hartung stellt Kurt Hoffmann das Verhalten eines Opportunisten im ‚Dritten Reich‘ und in der Nachkriegszeit kritisch dar.“

### Auszeichnungen
- Wir Wunderkinder erhielt 1960 den Golden Globe Award in der Kategorie Bester fremdsprachiger Film.
- Bereits 1959 wurde der Film mit dem Deutschen Filmpreis in Silber und einem Preisgeld von 80.000,- DM ausgezeichnet.  Robert Graf erhielt für seine darstellerische Leistung ebenfalls den Bundesfilmpreis in Silber (Bester Nachwuchsdarsteller).
- Goldmedaille des I. Internationalen Filmfestivals Moskau 1959.
- Prädikat „wertvoll“ der Filmbewertungsstelle